# 4-es busz (Vác)
A váci 4-es jelzésű autóbuszvonal helyi járat, körjárat. Körülbelül azonos útvonalon halad az 5-ös és az 55-ös autóbuszokkal, csak másik irányban teszi meg a kört a városban. A járat Vác szinte minden városrészét érinti: az autóbusz-állomásról indulva a történelmi városmagon (belváros), (egyes járatok esetében) az alsóvárosi lakótelepen, a kórházon, a deákvári kertvároson és a deákvári lakótelepen keresztül érkezik vissza az állomásra. A járattal a város gyakorlatilag minden látványossága közvetlenül megközelíthető. A legsűrűbb járat Vácon: munkanapokon napközben általában félóránként közlekedik. A reggeli csúcsidőben a deákvári lakótelep és az autóbusz-állomás között kisegítő járat is szokott közlekedni.

## Története
2024. március 1-jétől a Volánbusz a Vác helyi járatát alkotó 360–366 jelzésű vonalakat átszámozta, a korábbi 364-es vonalból lett az új 4-es autóbuszvonal. A módosítás nem érintette az autóbuszok menetrendjét.

## Megállóhelyei
Az átszállási kapcsolatok között az azonos útvonalon, de Szérűskert és Deákvár, ABC között ellenkező irányban közlekedő 5-ös busz nincs feltüntetve.
| 0                                                       |                             | Szérűskert autóbusz-forduló induló végállomás | 1, 11 342, 347, 455 |
| 1                                                       | Szérűskert Oktatási Centrum | 1, 11, 33 342, 347, 455                       | |
| 2                                                       | Buki sor                    | 1, 11, 33 342, 347, 455                       | |
| 3                                                       | Pap Béla utca               | 1, 11, 33 455                                 | |
| 4                                                       | Kálvin utca                 | 1, 11                                         | |
| 5                                                       | Kőkapu                      | 1, 11                                         | |
| ∫                                                       | 0                           | Autóbusz-állomás vonalközi induló végállomás  | |
| 7                                                       | 2                           | Köztársaság út 40.                            | 1, 11 |
| 8                                                       | 3                           | Március 15. tér                               | 1, 11 |
| 10                                                      | 5                           | Konstantin tér                                | 1, 11 |
| 12                                                      | 6                           | Budapesti főút                                | 1, 11 |
| 13                                                      | 8                           | Földváry tér                                  | 1 300, 342, 343, 345, 348, 371, 455 1013 |
| 15                                                      | 10                          | Honvéd utca                                   | 1, 11 300, 314, 333, 334, 335, 336, 337, 338, 339, 342, 343, 345, 347, 371, 455                                                                                                 |
| 16                                                      | 11                          | Telep utca                                    | 1, 6, 11, 33 314, 333, 334, 335, 336, 337, 338, 339, 347 |
| 18                                                      | 13                          | Kórház                                        | 1, 6, 11 314, 333 |
| 20                                                      | 15                          | Nógrádi utca                                  | 1, 6, 11, 33 |
| 21                                                      | 16                          | Vörösmarty tér                                | 1, 6, 11, 33 |
| 22                                                      | 17                          | Deákvár, ABC                                  | 3, 6, 11, 33 |
| 23                                                      | 18                          | Fürj utca                                     | 3, 6, 11, 33 |
| 24                                                      | 19                          | Deákvári főút 29.                             | 3, 6, 11, 33 |
| Néhány járat érinti a sárga hátterű megállóhelyeket is. |                             |                                               | |
| (+1)                                                    | (+1)                        | Gombási út 94.                                | 3, 6, 33 |
| (+2)                                                    | (+2)                        | Altányi szőlők                                | 3, 6, 33 |
| 25                                                      | 20                          | Radnóti út                                    | 3, 6, 11, 33 |
| 26                                                      | 21                          | Híradó tér                                    | |
| 28                                                      | 23                          | Újhegyi út 42.                                | 3, 6, 33 |
| 29                                                      | 24                          | Deákvár, ABC                                  | 3, 6, 11, 33 |
| 31                                                      | 26                          | Öntöde                                        | 3, 33 |
| 33                                                      | 28                          | Autóbusz-állomás érkező végállomás            | 3, 33 300, 314, 328, 329, 330, 331, 332, 333, 334, 335, 337, 338, 339, 342, 343, 345, 347, 348, 350, 351, 360, 361, 362, 363, 371, 455 1013 S70 G70 Z70 S71 G71 S77 S750 EC, EN |